# Patornay
Patornay é uma comuna francesa na região administrativa de Borgonha-Franco-Condado, no departamento de Jura. Estende-se por uma área de 1,8 km². Em 2010 a comuna tinha 151 habitantes (densidade: 83,9 hab./km²).